# Гора (поселение, Чернигов)
Гора — урочище, памятник археологии местного значения в городе Чернигове и частично на территории Трисвятско-Слободского сельсовета Черниговского района. 

## История
Приказом Министерства культуры Украины от 03.03.2017 № 154 присвоен статус памятник археологии местного значения с охранным № 1848-Чг под названием Поселение «Гора». 

## Описание
Поселение на западной окраине города Чернигова — западная часть исторический сложившаяся местности Астра — в урочище Гора. Находится в 100–150 м к северу от северной окраины села Павловка Черниговского района, к которому было привязано при взятии на учет. До 1990 года это была территория Радянско-Слободского сельского совета, которая в 1999 году вошла в черту города Чернигова. Занимает мыс высокой левобережной террасы реки Белоус, ограниченный с запада отвесными склонами коренного берега, а с севера и юга — глубокими оврагами. В южной части разрезано ручьем. Обнаруженное О. А. Попком (1945), обследованное Г. А. Кузнецовым (1975), Г. В. Жаровым, Т. М. Жаровой (2009–2012), Г. В. Жаровым, Р. В. Терпиловским (2013), Г. В. Жаровым, А. С. Левкой (2014).
Высота террасы над уровнем поймы до 18 м. Границы территории поселения в 1970-х годах прослежены в западной части мыса на участке размером 200х400 м, позже во время археологических экспертиз его площадь была расширена в восточном направлении до 16 га. Сегодня восточная граница поселения проходит примерно по улице между жилыми кварталами с севера на юг, пересекая улицы Рассветную, Славянскую, Славутичскую, Львовскую, Белогорскую и выходит к пересечению с Соловьиной улицей и краем террасы по Соловьиной улице. Западная и юго-западная части достопримечательности (по краю и склонам террасы) площадью 23,21 га попадает за административные границы Чернигова на территорию Трисвятско-Слободского сельсовета Черниговского района.
Культурный слой мощностью 0,3–0,5 м содержит фрагменты лепной керамики раннеславянского периода (III–V вв.) и гончарного периода Древней Руси (XI–XIII вв.), точильные бруски, куски пирофиллита, печени. Коллекция собранного вещественного материала включает железный серп, пряжку, опиленный рог оленя.
Раскопками 1975 года исследованы остатки жилья ХІІ ст., представлявшее собой полуземлянку (4х5 м) столбовой конструкции (8 столбовых ям), заглубленную в материк на 0,9 м с глинобитной печью округлой формы, черень которой выложена керамикой. Вход в жилище проходил через коридор (2,8х1,8 м) с двумя земляными ступенями. Ранее территория поселения разорялась, в начале 1980-х годов выделена под индивидуальную застройку. На сегодняшний день застроено, разоряется под огороды.